# Rossomori
Les Rossomori (en italien, les Maures rouges, abrégé en RM) est un parti indépendantiste et social-démocrate en Sardaigne qui résulte d'une scission du Parti sarde d'action en 2009, pour refuser son alliance avec le Peuple de la liberté.
En 2009, il remporte 1 conseiller régional (bien qu'absent de 3 des 8 circonscriptions), Claudia Zuncheddu qui finit par rejoindre en 2011 Indipendèntzia Repùbrica de Sardigna, mais lors des élections régionales de Sardaigne de 2014, il retrouve une représentation de deux conseillers régionaux (sur 60), allié au Parti démocrate.